# Лясковский, Николай Эрастович
Николай Эрастович (Эрнестович) Ляско́вский (12 [24] апреля 1816, Мальборк, Западная Пруссия (ныне Мариенбург, Польша) — 28 апреля [10 мая] 1871, Москва) — русский учёный-химик, фармацевт, ординарный профессор Московского университета, писатель, охотник.

## Биография
Происходил из польских дворян герба Ко́раб, в конце XVIII века перешедших в лютеранство. Имя при крещении – Николай Юлий Вильгельм. До 1828 года он жил в деревне Красные Хутора Борисоглебского уезда Тамбовской губернии, где его отец Эраст Осипович (Адольф Эрнст, 1771 — 1840) был управляющим в имении князя Гагарина, и там получил первоначальное воспитание. Мать Дарья Ивановна, урожденная дворянка Доротея Юлиановна Бауер — двоюродная племянница поэта Бюргера. С 1829 года Н. Э. Лясковский в Москве; стал работать в Большой Тверской аптеке, где начал изучать медицину под руководством управляющего аптекой Флюхрата. В 1832 году, сдав в Московском университете экзамен и получив диплом 1-й фармацевтической степени — помощник аптекаря, в течение трёх лет работал в Арбатской, Ново-Полянской и Лубянской аптеках. С 1836 года он учился (в числе своекоштных студентов) на медицинском факультете Московского университета, который окончил с дипломом лекаря 1-го отделения в 1841 году. В 1842 году сдал экзамен на степень кандидата словесных наук для получения стипендии баронета Виллие на поездку за границу, но поездка в тот год не состоялась, поскольку жребий из двух кандидатов, Лясковского и Кабанова, выпал на Х. В. Кабанова. С 1836 года был домашним учителем детей сенатора П. С. Полуденского, в доме которого (на Волхонке) жил (кроме времени пребывания за границей) до своей женитьбы в 1848 году.
В 1843 году Лясковский принял предложение занять в Московском университете кафедру ветеринарии и был отправлен за границу для изучения «скотоврачебной науки». При этом, в феврале 1844 года, он получил через попечителя Московского учебного округа графа Строганова разрешение заниматься и любимыми науками — фармацией и химией, сначала в Берлине у Генриха Розе и Мичерлиха, а потом в Гиссене под руководством Либиха и в Париже у Дюма и Араго. В Гиссене он впервые представил формулу маргарина, и Либих предлагал ему остаться работать в Германии.
В 1846 году, по возвращении в Россию, он был определен на должность «учёного аптекаря» при Московском университете, где читал курс фармакогнозии и фармации, а с начала 1847 года стал читать публичный курс органической химии. В том же году он сделался действительным членом Московского Общества испытателей природы, а в следующем году членом Медицинской конторы по фармацевтической части в качестве визитатора аптек.
В 1848 году Лясковский женился на Марии Ивановне Варгиной. В 1849 году Лясковский защитил диссертацию на латинском языке «De cholere epidemici nonnullis causis atmosphericis» («О некоторых атмосферных причинах холерной эпидемии») и получил степень доктора медицины. В 1850 году он был избран в действительные члены Московского физико-медицинского общества, а в 1852 году в действительные члены Московского Общества сельского хозяйства. Несмотря на всё это, он оставался в должности учёного аптекаря с ничтожным жалованьем. Наконец, с отставкой профессора Геймана в 1854 году, после многих хлопот, он был утверждён сначала исправляющим должность адъюнкта, а затем, в 1858 году, — экстраординарным профессором химии и занял кафедру чистой химии до конца своей жизни. В 1859 году он был назначен ординарным профессором химии в Московский университет.
По воспоминаниям одного из его учеников, профессор Лясковский «никогда не упускал случая теоретические воззрения на один и тот же вопрос сопоставлять в их исторической последовательности с указанием влияния того или другого воззрения на ход и развитие современной ему науки».

Заняв кафедру химии в Московском университете, Николай Эрастович с первых же годов своей деятельности сумел привлечь слушателей в свою аудиторию, которая с каждым последующим годом становилась все многолюднее и многолюднее и под конец его жизни едва в состоянии была вмещать в стенах своих всю собиравшуюся в нее не только университетскую молодежь, но и массу посещавших ее сторонних слушателей, иногда далеко уже немолодых…
В особенности назидательны и полны глубокого интереса были лекции Лясковского по органической химии, которую он читал слушателям, уже подготовленным предшествовавшим его курсом…
Никогда не изгладятся из памяти его бывших слушателей те грандиозные картины метаморфозы вещества, которые созидал покойный профессор и в строгой последовательности проводил перед умственными очами своей аудитории.
 — С.А.Рачинский 

Н. Э. Лясковский обладал несомненным даром провидения.

Так например, он утверждал, что водород есть металл, почти за 40 лет до того, как это было доказано на опыте. Также говорил он, что органическая химия не есть химия веществ, встречаемых в организмах, а химия соединений углерода, что впоследствии сделалось господствующим в науке воззрением.

Современники высоко ценили Н. Э. Лясковского как лектора.

Большою любовью пользовался у студентов профессор Н. Э. Лясковский, читавший фармацию и фармакогнозию, хотя предметы эти не имеют первостепенного значения в ряду медицинских наук, но он обладал солидными знаниями и горячо заботился о насаждении их и в своих слушателях, а так как при этом отличался необыкновенною мягкостью характера и редкою доступностью, то студенты часто обращались к нему с разъяснениями разных недоразумений, посеянных в них неудовлетворительным преподаванием химии, и он всегда охотно и с большим терпением удовлетворял их просьбы. Видя наше невежество и беспомощность, он однажды предложил желающим заняться практически химиею и для этого приходить в свободные часы и в праздники в лабораторию, где он даст нам реактивы, познакомит с элементарным анализом и затем откроет возможность к самостоятельным работам даже в области органической химии.
— Белоголовый Н. А. Из моих воспоминаний о Сергее Петровиче Боткине.
С 1858 года Лясковский возглавил химическую лабораторию Московского университета. При нем лаборатория подверглась серьезному переоборудованию. В химической лаборатории Лясковский проводил занятия со студентами по качественному и количественному анализу. Практические лабораторные занятия строго формально длительное время не были обязательны и в состав учебного плана не входили. Однако Лясковский, будучи учеником Ж.-Б. Дюма и Ю. Либиха, понимая значимость практикума для будущих химиков старался организовать учебные занятия в лаборатории и заинтересовать студентов исследовательской работой. Под руководством Лясковского студенты, кандидаты факультета, а также сторонние слушатели проводили здесь свои первые научные исследования. Работы студента А. Соломона и слушателя Н. Сарандинаки (на тему «Об уксусной кислоте») были удостоены факультетом (1864) золотой и серебряной медалей, соответственно, сочинения его учеников А. П. Сабанеева и П. Богомолова (на тему «Исследование влияния воды на хлористые соединения сурьмы») – золотых медалей (1866). При Лясковском получили звание магистра химии А. К. Феррейн, А. Ф. Гедвилло, В. П. Мошнин, Н. Сырейщиков, Н. Е. Лясковский, А. А. Колли; держали магистерский экзамен Д. К. Кириллов и А. П. Сабанеев. А. Семёнов защитил магистерскую и докторскую диссертации (1860-е).
Лясковский преподавал также в Александровском военном училище (в 1863—1870 годах), читал курсы неорганической и органической химии в Петровской земледельческой и лесной академии (в 1865—1869 годах); написал один из лучших учебников того времени «Курс химической технологии».
В 1862 году он защитил диссертацию под заглавием «Формулы протеинидов», представляющую продолжение и обобщение его заграничных работ, и получил степень доктора химии и физики. В том же году назначен ординарным профессором кафедры химии физико-математического факультета. Эту работу он несколько лет совмещал с работой на кафедре медицинской химии, фармации и фармакогнозии. Наконец, в 1871 году Лясковский стал почётным членом Императорского Общества естествознания, антропологии и этнографии.
Похоронен на Введенском кладбище (5-й участок).

## Семья
Жена Мария Ивановна Лясковская (1828–1910), урождённая Ва́ргина, была богатой наследницей легендарного купца Василия Васильевича Варгина (2-го) и крёстной матерью поэта Андрея Белого.
Сыновья: 
- Всеволод Николаевич Лясковский (1851–1880-е), был женат на дочери известного актера Степанова.
- Валерий Николаевич Лясковский (1858–1938) — писатель-биограф, лесовод.

## Память
В 1904 году на средства, предоставленные вдовой Лясковского, была учреждена стипендия имени Н. Э. Лясковского для лиц, оставленных при физико-математическом факультете Московского университета для приготовления к профессорскому званию по кафедре химии.